# J. Geils Band
The J. Geils Band est un groupe américain de rock, originaire de New York mais exilé à Boston, emmené par J. Geils et Peter Wolf, accompagnés de Magic Dick à l'harmonica, Danny Klein à la basse, Stephen Bladd à la batterie et Seth Justman aux claviers.
L'un de leurs principaux titres intitulé Centerfold (1981) inspira Citizen's, le groupe qui composa Shanana (1985), le générique le plus connu de l'émission française de télévision Intervilles.

## Carrière
Le groupe commence au milieu des années 1960 constitué du chanteur et guitariste J. Geils, du bassiste Daniel Klein et du joueur d'harmonica Richard Salwitz (surnom de scène Magic Dick) en trio blues acoustique.
Le groupe s'agrandit ensuite avec l'arrivée de Stephen Jo Bladd (batterie) et surtout de Peter Wolf (chant), un ancien disc-jockey. Seth Justman (claviers) rejoint le groupe en 1969.
Le groupe établit vite une forte renommée scénique, où son répertoire à base de rhythm and blues poisseux et énervé fait merveille.

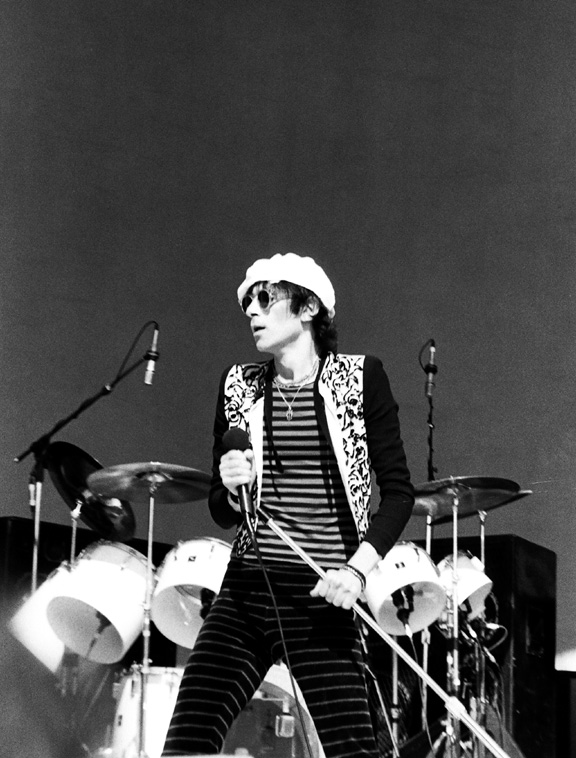
Peter Wolf en concert.

## Discographie

### Albums
| - The J. Geils Band (1970) #195 US - The Morning After (1971) #64 US - "Live" Full House (1972) #54 US (US: Gold) - Bloodshot (1973) #10 US (US: Gold) - Ladies Invited (1973) #51 US - Nightmares...and Other Tales from the Vinyl Jungle (1974) #26 US - Hotline (1975) #36 US - Blow Your Face Out (1976) #40 US | - Monkey Island (1977) #51 US - Sanctuary (1978) #49 US (US: Gold) - Best of the J. Geils Band (1979) #129 US - Love Stinks (1980) #18 US (US: Gold) - Freeze Frame (en) (1981) #1 US, #12 UK (US: Platinum - You're Gettin' Even While I'm Gettin' Odd (1984) #80 US |

### Collections
- Flashback: The Best of The J. Geils Band (1985)
- Flamethrower (1986)
- Anthology: Houseparty (1993)
- Looking for a Love (1997)
- Best of the J. Geils Band (2006)

### Singles
| - First I look at the Purse (Live) (1971) #1 AOR US - Looking For A Love (1971) #39 US - Give It To Me (1973) #30 US - (Ain't Nothin' But A) House Party (1973) #2 AOR US - Make Up Your Mind (1973) #98 US - Did You No Wrong (1973) #1 AOR US - Detroit Breakdown (1974) #7 AOR US - Must Of Got Lost (1974) #12 US - Love-itis (1975) #1 AOR US - Where Did Our Love Go (1976) #68 US - You're The Only One (1977) #83 US - Surrender (1977) #5 AOR US - One Last Kiss (1978) #35 US; #74 UK - Take It Back (1979) #67 US | - Sanctuary (1979) #9 AOR US - Come Back (1980) #32 US - Love Stinks (1980) #38 US - Just Can't Wait (1980) #78 US - Night Time (1980) #5 AOR US - Centerfold (en) (1981) #1 US - 6 weeks; #3 UK - Freeze Frame (en) (1981) #4 US, #27 UK - Angel In Blue (1982) #40 US, #55 UK - Flamethrower (1982) #5 AOR US, #25 R&B US - I Do (1982) #24 US - Land of a Thousand Dances (1983) #60 US - Concealed Weapons (1984) #63 US - Fright Night (1985) #91 US |